# نصف‌النهار ۱۴۵ درجه شرقی
نصف‌النهار ۱۴۵ درجه شرقی ۱۴۵مین نصف‌النهار شرقی از گرینویچ است که از لحاظ زمانی ۹ساعت و ۴۰دقیقه با گرینویچ اختلاف زمانی دارد.
این نصف‌النهار از قطب شمال شروع و از مناطق زیر گذشته و به قطب جنوب ختم می‌شود.
- روسیه
- استرالیا
- اقیانوس آرام